# Kanton Villefranche-du-Périgord
Villefranche-du-Périgord is een voormalig kanton van het Franse departement Dordogne. Het kanton maakte deel uit van het arrondissement Sarlat-la-Canéda. Het werd opgeheven bij decreet van 21 februari 2014, met uitwerking op 22 maart 2015. Alle gemeenten zijn opgenomen in het nieuwe kanton Vallée Dordogne.

## Gemeenten
Het kanton Villefranche-du-Périgord omvatte de volgende gemeenten:
- Besse
- Campagnac-lès-Quercy
- Lavaur
- Loubejac
- Mazeyrolles
- Orliac
- Prats-du-Périgord
- Saint-Cernin-de-l'Herm
- Villefranche-du-Périgord (hoofdplaats)